# Ducado de Sajonia-Marksuhl
El Ducado de Sajonia-Marksuhl fue un antiguo ducado de Alemania situado en el actual estado federado de Turingia, perteneciente a los llamados Ducados Ernestinos, ya que eran gobernados por duques de la línea Ernestina de la casa sajona de los Wettin.
Sajonia-Marksuhl era parte del Ducado de Sajonia-Weimar hasta que en 1662 los hijos de Guillermo IV de Sajonia-Weimar se repartieron sus territorios. Para los hermanos pequeños, Juan Jorge y Bernardo, se constituyeron dos pequeños ducados: Ducado de Sajonia-Marksuhl y Ducado de Sajonia-Jena, respectivamente, que abarcaban apenas los distritos de ambas ciudades.
En noviembre de 1668 fallece Adolfo Guillermo de Sajonia-Eisenach, habiendo visto morir a sus cuatro hijos a muy corta edad. Sin embargo, su esposa Isabel de Brunswick-Wolfenbüttel esperaba un quinto hijo, que nace 8 días después de morir el padre, pero tampoco llega a los dos años de edad, en febrero de 1671 muere el heredero de Sajonia-Eisenach. Su tío Juan Jorge se hace cargo del ducado y la línea Sajonia-Marksuhl pasa a ser la gobernante en Sajonia-Eisenach.

## Duques de Sajonia-Marksuhl
- Juan Jorge (1662-1671)

- Datos: Q3379274